# Mathilda gemmulata
Mathilda gemmulata is een slakkensoort uit de familie van de Mathildidae. De wetenschappelijke naam van de soort is voor het eerst geldig gepubliceerd in 1865 door Semper.